# Compagnia di San Giuseppe dei Legnaiuoli
La Compagnia di San Giuseppe dei Legnaiuoli è stata un'antica confraternita di Firenze.

## Storia
La confraternita nacque nel 1520 come sodalizio di alcuni legnaioli, che elessero come protettore san Giuseppe, il quale aveva praticato il loro stesso mestiere. A differenza della corporazione dell'Arte dei Maestri di Pietra e Legname, la confraternita aveva scopi di devozione religiosa, di beneficenza e di mutua assistenza, con un numero più circoscritto di iscritti. La prima sede di riunione fu la cappella Alberti nel monastero di Santa Maria degli Angeli, con ingresso presso il Canto del Rosaio in via Laura. Qui si veniva conservata anche la reliquia del "bastone di san Giuseppe", che si diceva giunta in città da Costantinopoli al tempo del concilio di Firenze (1439). Dopo circa cinquant'anni la sede era diventata insufficiente per il numero di iscritti, per cui i confratelli si trasferirono nella chiesa di San Michele Visdomini in via de' Servi, e poco tempo dopo nella chiesa di Santa Maria de' Bardi, dove restarono fino al 1621. Infine si costruirono un proprio oratorio al Canto dei Carnesecchi, presso la chiesa di Santa Maria Maggiore, approvando un nuovo statuto nel 1654.
Tra le attività di beneficenza, la confraternita si tassava per assegnare doti alle figlie dei confratelli più poveri, che permettessero loro di maritarsi o di monacarsi, a seconda dei casi.
Nel 1720 Cosimo III de' Medici nominò san Giuseppe compatrono di Firenze, e da allora le celebrazioni della festa del patrono abbero maggior rilievo.
Come moltissime altre confraternite toscane, fu soppressa da Pietro Leopoldo il 21 marzo del 1785 e mai più ripristinata.

## Organizzazione
La confraternita era retta da diciotto ufficiali, suddivisi in quattro Capitani, un Camarlingo, due Consiglieri, un Sindaco (o depositario), due maestri dei novizi, uno scrivano, quattro infermieri, due sagrestani e un Provveditore. A questi si aggiungeva un padre spirituale religioso detto Correttore, che era spesso un padre Teatino, che celebrava le funzioni, confessava i confratelli e li assisteva spiritualmente.
Due volte all'anno, per il Corpus Domini e per la terza domenica di luglio, la confraternita sfilava in processione. Erano previste multe per chi non si presentasse in tali occasioni, più alte se il confratello rivestiva un incarico particolare. Le multe per inosservanza dovevano tuttavia essere all'ordine del giorno, se durante la riunione del 28 giugno 1671 si decise una sorta di sanatoria, con cui si poteva pagare una piccola somma per avere abbuonate tutte le sanzioni, pena l'espulsione dal sodalizio. Anche nei capitoli del 1727 si leggono alcune disposizioni che sembrano mirare a dare un inquadramento a tutta una serie di inosservanze, che fanno pensare a un certo disordine organizzativo.

## Pratiche religiose

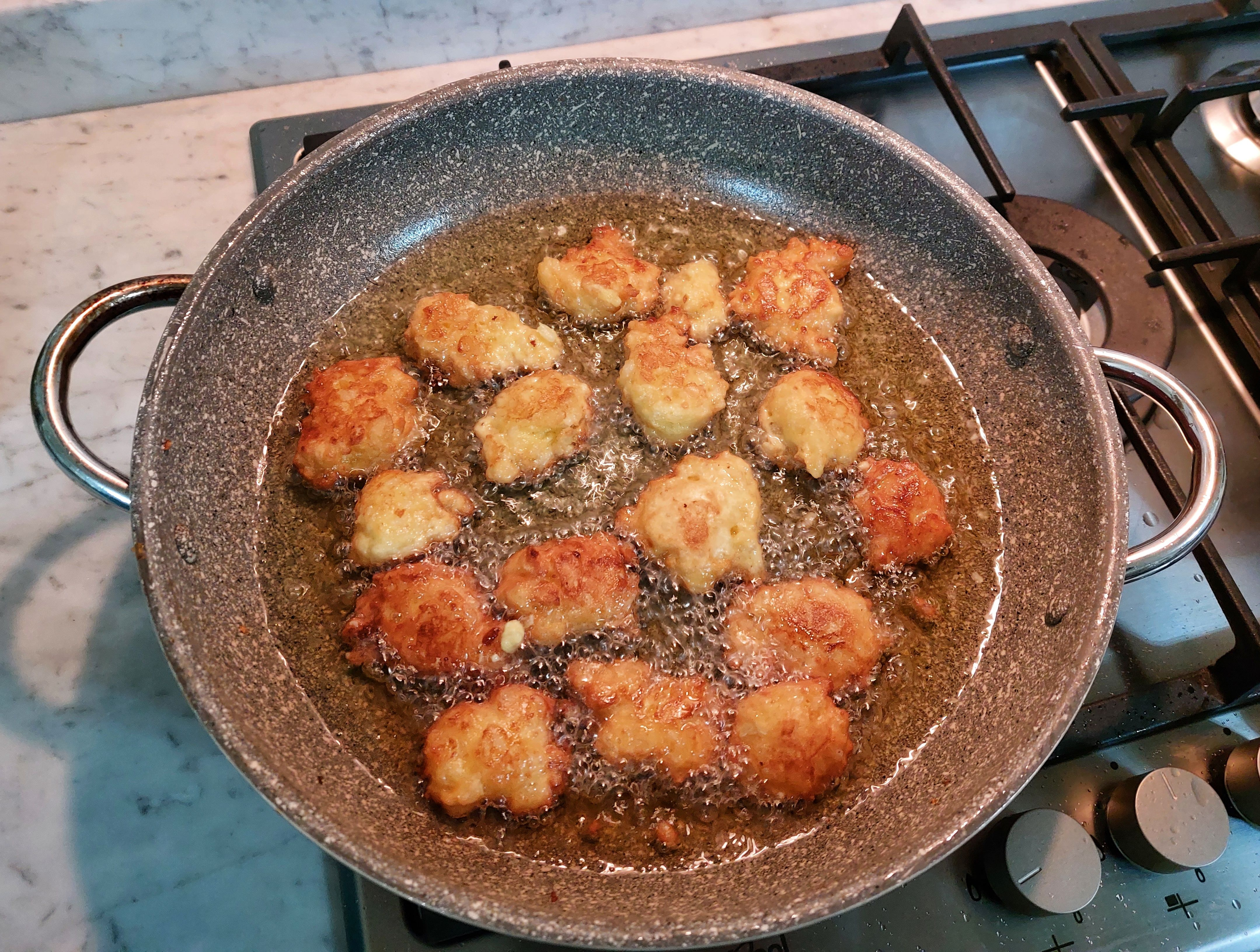
Frittelle di San Giuseppe (ancora oggi fritte per il 19 marzo)

Le riunioni ("tornate") si svolgevano la seconda e quarta domenica del mese, tutte le feste mariane e per la festa del santo patrono il 19 marzo. In questa occasione si svolgevano solenni festeggiamenti, al termine dei quali si mangiavano le tipiche frittelle di riso con farina, zucchero e pezzi di mela.

## Stemma
Lo stemma della Compagnia era composto da un ramo di gigli e una canna con spugna al naturale decussati e legati da un nastro dorato in campo azzurro.